# 3e Match des étoiles de la Ligue continentale de hockey
Match précédent Match suivant
Le 3e Match des étoiles de la Kontinentalnaïa Hokkeïnaïa Liga se déroule le 5 février 2011 au palais de glace de Saint-Pétersbourg en Russie. Il oppose la Conférence Ouest d'Alekseï Iachine à la Conférence Est de Jaromír Jágr. L'équipe Jágr s'impose 18-16.

## Format
Le tchèque Jaromír Jágr de l'Avangard Omsk a été nommé capitaine de la Conférence Est et Alekseï Iachine du SKA Saint-Pétersbourg, capitaine de la Conférence Ouest.
Du 7 décembre 2010 au 14 janvier 2011, les fans ont voté pour élire sur le site du Match des étoiles les dix titulaires présents aux côtés des deux capitaines lors du coup d'envoi.
Du 15 janvier 2011 au 21 janvier 2011, les journalistes votent pour élire le second gardien et les cinq joueurs du deuxième bloc.

## Composition des équipes
Conférence Ouest
|   | Numéro | Joueur            | Nationalité        | Équipe                | Voix      |
| - | ------ | ----------------- | ------------------ | --------------------- | --------- |
| G | 39     | Dominik Hašek     | République tchèque | HK Spartak Moscou     | 32 615    |
| D | 7      | Aleksandr Gouskov | Russie             | Lokomotiv Iaroslavl   | 29 881    |
| D | 8      | Sandis Ozoliņš    | Lettonie           | Dinamo Riga           | 29 115    |
| A | 10     | Sergueï Moziakine | Russie             | Atlant Mytichtchi     | 28 271    |
| A | 19     | Alekseï Iachine   | Russie             | SKA Saint-Pétersbourg | Capitaine |
| A | 33     | Maksim Souchinski | Russie             | SKA Saint-Pétersbourg | 26 394    |

Conférence Est
|   | Numéro  | Joueur             | Nationalité        | Équipe                | Voix      |
| - | ------- | ------------------ | ------------------ | --------------------- | --------- |
| G | Forfait | Karri Rämö         | Finlande           | Avangard Omsk         | 55 459    |
| D | 41      | Martin Škoula      | République tchèque | Avangard Omsk         | 38 696    |
| D | 5       | Ilia Nikouline     | Russie             | Ak Bars Kazan         | 38 299    |
| A | 10      | Roman Červenka     | République tchèque | Avangard Omsk         | 43 795    |
| A | 68      | Jaromír Jágr       | République tchèque | Avangard Omsk         | Capitaine |
| A | 47      | Aleksandr Radoulov | Russie             | Salavat Ioulaïev Oufa | 33 374    |

### Autres joueurs sélectionnés
| Numéro          | Nom                  | Équipe                | Poste |
| --------------- | -------------------- | --------------------- | ----- |
| 30              | Konstantin Barouline | Atlant Mytichtchi     | G     |
| 4               | Karel Rachůnek       | Lokomotiv Iaroslavl   | D     |
| 73              | Denis Grebechkov     | SKA Saint-Pétersbourg | D     |
| 50              | Maksim Soloviov      | OHK Dinamo            | D     |
| 37              | Peter Podhradsky     | Dinamo Minsk          | D     |
| 63              | Josef Vašíček        | Lokomotiv Iaroslavl   | A     |
| 80              | Mattias Weinhandl    | SKA Saint-Pétersbourg | A     |
| 61              | Maksim Afinoguenov   | SKA Saint-Pétersbourg | A     |
| 87              | Leo Komarov          | OHK Dinamo            | A     |
| 17              | Chris Simon          | OHK Dinamo            | A     |
| 9               | Lauris Dārziņš       | Dinamo Riga           | A     |
|                 |                      |                       |       |
| Oļegs Znaroks   | Oļegs Znaroks        | OHK Dinamo            | E     |
| Vladimír Vůjtek | Vladimír Vůjtek      | Lokomotiv Iaroslavl   | E     |

| Numéro                  | Nom                     | Équipe                  | Poste |
| ----------------------- | ----------------------- | ----------------------- | ----- |
| 1                       | Stefan Liv              | Sibir Novossibirsk      | G     |
| 38                      | Kevin Dallman           | Barys Astana            | D     |
| 7                       | Janne Niskala           | Metallourg Magnitogorsk | D     |
| 28                      | Denis Kouliach          | Avangard Omsk           | D     |
| 22                      | Konstantin Korneïev     | Ak Bars Kazan           | D     |
| 95                      | Alekseï Morozov         | Ak Bars Kazan           | A     |
| 25                      | Patrick Thoresen        | Salavat Ioulaïev Oufa   | A     |
| 21                      | Lukáš Kašpar            | Barys Astana            | A     |
| -                       | Petri Kontiola          | Metallourg Magnitogorsk | A     |
| 18                      | Sergueï Fiodorov        | Metallourg Magnitogorsk | A     |
| 92                      | Ievgueni Kouznetsov     | Traktor Tcheliabinsk    | A     |
|                         |                         |                         |       |
| Zinetoula Bilialetdinov | Zinetoula Bilialetdinov | Ak Bars Kazan           | E     |
| Kari Heikkilä           | Kari Heikkilä           | Metallourg Magnitogorsk | E     |

- Deuxième ligne désignée par le vote des journalistes.
- Note : L'attaquant Pavol Demitra (Lokomotiv Iaroslavl) premier choix des journalistes pour la conférence Ouest est forfait.

## Concours d'habiletés
Concours de vitesse
Équipe Iachine
- Dārziņš
- Komarov
- Afinoguenov (meilleure performance) : 13 s 96

Équipe Jágr
- Kontiola
- Červenka
- Kouznetsov

Équipe Iachine l'emporte et mène 1-0.
Concours du lancer le plus lointain
Équipe Iachine
- Grebechkov
- Ozoliņš
- Vašíček

Équipe Jágr
- Niskala (meilleure performance)
- Korneïev
- Škoula

Équipe Jágr remporte le point. Les deux équipes sont à égalité 1-1.
Concours du relais par équipe en slalom
- Équipe Iachine : Moziakine, Souchinski, Vašíček, Gouskov, Weinhandl (meilleure performance).
- Équipe Jágr : Kašpar, Thoresen, Morozov, Radoulov, Niskala.

Équipe Iachine l'emporte et mène 2-1.
Concours du lancer le plus précis
Équipe Iachine
- Ozoliņš
- Simon (meilleure performance avec 4 cibles sur 5)
- Iachine

Équipe Jágr
- Dallman
- Fiodorov
- Jágr

Équipe Iachine remporte le point et mène 3-1.
Concours du lancer le plus puissant
Équipe Iachine
- Soloviov
- Gouskov
- Rachůnek

Équipe Jágr
- Korneïev
- Nikouline
- Kouliach (meilleure performance : 177,58 km/h)

Équipe Jágr remporte le point. Équipe Iachine mène 3-2.
Concours des tirs de fusillade
Équipe Iachine (face à Liv) :
- Moziakine
- Souchinski
- Weinhandl

Équipe Jágr (face à Hašek) : 
- Červenka
- Kouznetsov (meilleure performance)
- Radoulov

Équipe Jágr l'emporte et égalise à 3-3.
Concours de relais par équipe
- Équipe Iachine : Barouline, Grebechkov, Podhradsky, Komarov, Dārziņš, Afinoguenov.
- Équipe Jágr : Birioukov, Korneïev, Dallman, Kontiola, Kašpar, Morozov.

L'équipe Iachine remporte le relais et donc le concours d'habileté 4-3.

## Feuille de match
| 5 février 2011 | Conférence Ouest | 16-18 (5-5, 7-4, 4-9) | Conférence Est | 10 127 spectateurs |

| Feuille de match | Feuille de match | Feuille de match | Feuille de match | Feuille de match                                                              |
| ---------------- | --- | ---------------- | --- | ----------------------------------------------------------------------------- |
|                  | 5 min 02 s, Afinoguenov (Vasicek) 13 min 07 s, Simon (Soloviov, Komarov) 17 min 33 s, Moziakine (Iachine, Souchinski) 18 min 36 s, Moziakine (Vasicek, Souchinski) 19 min 41 s, Afinoguenov (Vasicek, Weinhandl) 21 min 05 s, Souchinski (Iachine) 24 min 11 s, Darzins (Soloviov) 28 min 41 s, Souchinski (Moziakine, Iachine) 28 min 56 s, Gouskov 34 min 07 s, Afinoguenov 37 min 54 s, Moziakine (Iachine) 39 min 56 s, Moziakine (Iachine) 47 min 27 s, Vasicek (Afinoguenov, Weinhandl) 50 min 41 s, Moziakine 54 min 51 s, Iachine (Moziakine, Gouskov) 57 min 40 s, Komarov (Simon) |                  | 3 min 50 s, Jagr (Radoulov) 7 min 18 s, Radoulov (Cervenka, Niskala) 9 min 41 s, Jagr (Cervenka) 17 min 10 s, Fiodorov (Kouznetsov, Dallman) 18 min 55 s, Morozov (Kaspar, Korneïev) 21 min 44 s, Kaspar (Morozov, Niskala) 25 min 02 s, Cervenka (Radoulov, Jagr) 26 min 19 s, Thoresen (Morozov) 28 min 10 s, Jagr (Cervenka, Radoulov) 41 min 12 s, Cervenka (Nikouline, Radoulov) 41 min 56 s, Kaspar (Korneïev, Thoresen) 42 min 22 s, Kouliach (Kouznetsov, Dallman) 43 min 45 s, Nikouline (Skoula, Kouznetsov) 53 min 06 s, Fiodorov (Dallman, Kouznetsov) 55 min 06 s, Morozov (Kaspar, Thoresen) 57 min 00 s, Dallman (Fiodorov) 58 min 43 s, Skoula (Jagr, Radoulov) 59 min 59 s, Kouznetsov | Arbitrage : Anatoli Zakharov Aleksandr Antropov Viktor Birine Roman Chikhanov |
| Hašek Barouline  | Gardiens | Liv Birioukov    | | Arbitrage : Anatoli Zakharov Aleksandr Antropov Viktor Birine Roman Chikhanov |
| 0 min            | Pénalités | 0 min            | | Arbitrage : Anatoli Zakharov Aleksandr Antropov Viktor Birine Roman Chikhanov |
| 44               | Tirs | 33               | | Arbitrage : Anatoli Zakharov Aleksandr Antropov Viktor Birine Roman Chikhanov |